# Juan José Mera
Juan José Mera (Cali, Valle del Cauca, Colombia; 12 de marzo de 2002) es un futbolista colombiano que juega de defensa. Su actual equipo es el Deportes Tolima de la Categoría Primera A.

## Legado deportivo
Juan, es hijo de José Mera, exjugador del Deportivo Cali, Millonarios, Selección Colombia, entre otros.

## Clubes
- Actualizado de acuerdo al partido jugado el 18 de julio de 2025.

| Club            | País     | Año         | Partidos | Goles | Asist |
| --------------- | -------- | ----------- | -------- | ----- | ----- |
| Deportes Tolima | Colombia | 2023 - act. | 28       | 1     | 0     |
| Total           | Total    | Total       | 28       | 1     | 0     |